# ترومان أو. أولسون
ترومان أو. أولسون (بالإنجليزية: Truman O. Olson)‏ هو عسكري أمريكي، ولد في 13 أكتوبر 1917 في كريستيانا في الولايات المتحدة، وتوفي في 31 يناير 1944 في تشيستيرنا دي لاتينا في إيطاليا.